# 雷德萊夫爾 (阿拉巴馬州蒙哥馬利縣)
雷德萊夫爾（英語：Red Level）是一個位於美國阿拉巴馬州蒙哥馬利縣的非建制地區。該地的面積和人口皆未知。

## 地理
雷德萊夫爾的座標為32°08′04″N 86°13′24″W / 32.13444°N 86.22333°W，而該地的平均海拔高度為105米（即344英尺）。